# Милош Тановић
Милош Тановић (Београд, 19. маја 1996) српски је фудбалер, који тренутно наступа за Рад. Игра на више позиција у одбрамбеном делу терена.

## Каријера
Тановић је фудбалом почео да се бави као дечак у млађим категоријама Рада, 2002. године. У клубу се задржао све до омладинске селекције, а касније је прешао у редове Партизана. Своју сениорску каријеру започео је 2014. године, прешавши у БАСК. Ту се, као бонус играч, усталио у постави свог тима током такмичарске 2015/16. у Српској лиги Београда. Почетком 2015. године, био је на проби у Дунајској Стреди, али је сезону окончао у екипи Баска са 22 лигашке утакмице и 1 постигнутим голом. Лета исте године прешао је у састав Дунава из Старих Бановаца. Ту је, такође као бонус играч, стандардно наступао наредних годину дана. Средином 2016. потписао је за Будућност из Добановаца, где је дебитовао у савезном рангу такмичења, Првој лиги Србије. Током зимског прелазног рока 2017. године, Тановићу је омогућено да по потреби наступа и за екипу Радничког из Нове Пазове, на двојну регистрацију, до краја сезоне 2016/17. у Српској лиги Војводине. У дресу екипе Будућности задржао се до краја сезоне 2017/18. У матични Рад вратио се лета 2018. и са клубом потписао трогодишњи професионални уговор. Свој први погодак за клуб постигао је на пријатељском сусрету са екипом Тамбова, током зимских припрема наредне године.

## Статистика

#### Клупска
Ажурирано 21. августа 2020.
| Клуб                                       | Сезона   | Лига                  | Лига    | Лига   | Национални куп | Национални куп | Европа  | Европа | Остало  | Остало | Укупно  | Укупно |
| Клуб                                       | Сезона   | Дивизија              | Наступа | Голова | Наступа        | Голова         | Наступа | Голова | Наступа | Голова | Наступа | Голова |
| ------------------------------------------ | -------- | --------------------- | ------- | ------ | -------------- | -------------- | ------- | ------ | ------- | ------ | ------- | ------ |
|                                            |          |                       |         |        |                |                |         |        |         |        |         |        |
| БАСК                                       | 2014/15. | Српска лига Београд   | 22      | 1      | —              | —              | —       | —      | —       | —      | 22      | 1      |
|                                            |          |                       |         |        |                |                |         |        |         |        |         |        |
| Дунав Стари Бановци                        | 2015/16. | Српска лига Војводина | 20      | 2      | —              | —              | —       | —      | —       | —      | 20      | 2      |
|                                            |          |                       |         |        |                |                |         |        |         |        |         |        |
| Раднички Нова Пазова (двојна регистрација) | 2016/17. | Српска лига Војводина | 0       | 0      | —              | —              | —       | —      | —       | —      | 0       | 0      |
|                                            |          |                       |         |        |                |                |         |        |         |        |         |        |
| Будућност Добановци                        | 2016/17. | Прва лига Србије      | 7       | 0      | —              | —              | —       | —      | —       | —      | 7       | 0      |
| Будућност Добановци                        | 2017/18. | Прва лига Србије      | 15      | 0      | 0              | 0              | —       | —      | —       | —      | 15      | 0      |
| Будућност Добановци                        | Укупно   | Укупно                | 22      | 0      | 0              | 0              | —       | —      | —       | —      | 22      | 0      |
|                                            |          |                       |         |        |                |                |         |        |         |        |         |        |
| Рад                                        | 2018/19. | Суперлига Србије      | 7       | 0      | 0              | 0              | —       | —      | —       | —      | 7       | 0      |
| Рад                                        | 2019/20. | Суперлига Србије      | 2       | 0      | 1              | 0              | —       | —      | —       | —      | 3       | 0      |
| Рад                                        | 2020/21. | Суперлига Србије      | 2       | 0      | 0              | 0              | —       | —      | —       | —      | 2       | 0      |
| Рад                                        | Укупно   | Укупно                | 11      | 0      | 1              | 0              | —       | —      | —       | —      | 12      | 0      |
|                                            |          |                       |         |        |                |                |         |        |         |        |         |        |
| Каријера                                   | Каријера | Каријера              | 75      | 3      | 1              | 0              | —       | —      | —       | —      | 76      | 3      |
|                                            |          |                       |         |        |                |                |         |        |         |        |         |        |